# 热代尼
热代尼，是匈牙利沃什州所辖的一个村，总面积6.43平方公里，总人口201，人口密度31.3人/平方公里（2010年1月1日）。